# Alus Alus
Alus Alus is een bestuurslaag in het regentschap Simeulue van de provincie Atjeh, Indonesië. Alus Alus telt 627 inwoners (volkstelling 2010).